# Sint-Stevens-Woluwe
Sint-Stevens-Woluwe (in francese Woluwe-Saint-Étienne wɔly(w)esɛ̃tetjɛn) è un villaggio belga sul ruscello Woluwe, facente parte del comune  di Zaventem nelle Fiandre (Brabante Fiammingo). Si trova vicino alla regione di Bruxelles-Capitale.